# Mukupirna nambensis
Mukupirna nambensis — викопний вид сумчастих ссавців, єдиний у вимерлій родині Mukupirnidae. Існував в Австралії наприкінці олігоцену (26 млн років тому).

## Скам'янілості
Викопні рештки ссавця знайдено у відкладеннях формації Нама в Південній Австралії. Описаний з решток сильно пошкодженого черепа та посткраніального скелета, що включав хребці, ребра, ліву та праву лопатки, ліву плечову кістку, ліву ліктьову кістку, ліву променеву кістку, ліву та праву стегнову кістку, ліву гомілкову кістку, ліву малогомілкову кістку та частини автоподій.

## Опис
Від сучасних вомбатів відрізнявся значно більшими розмірами (важив до 150 кг), пропорційно меншою головою, довшими, але менш міцними передніми лапами, довшим хвостом. Широкі плечові кості, довгі передпліччя, добре розвинені стегна та сідниці вказують на те, що тварина була добре пристосована до риття нір. У нього були розвинені зуби, що призначені для поїдання кореневищ, коріння і бульб, які він міг викопувати потужними передніми лапами. Дослідники відзначають, що унікальні характеристики Mukupirna nambensis свідчать про тісний зв'язок вомбатів і іншої групи сумчастих — родини Wynyardiidae, представники якого жили в ранньому міоцені.